# Jackson (Maine)
Jackson – miasto w Stanach Zjednoczonych, w stanie Maine, w hrabstwie Waldo.